# پیت کامبن
پیت کامبن (به لاتین: Petit Combin) یک کوه در سوئیس است که در کانتون وله واقع شده‌است. پیت کامبن ۳٬۶۶۳ متر بالاتر از سطح دریا واقع شده‌است.